# Kékszemű kárókatona

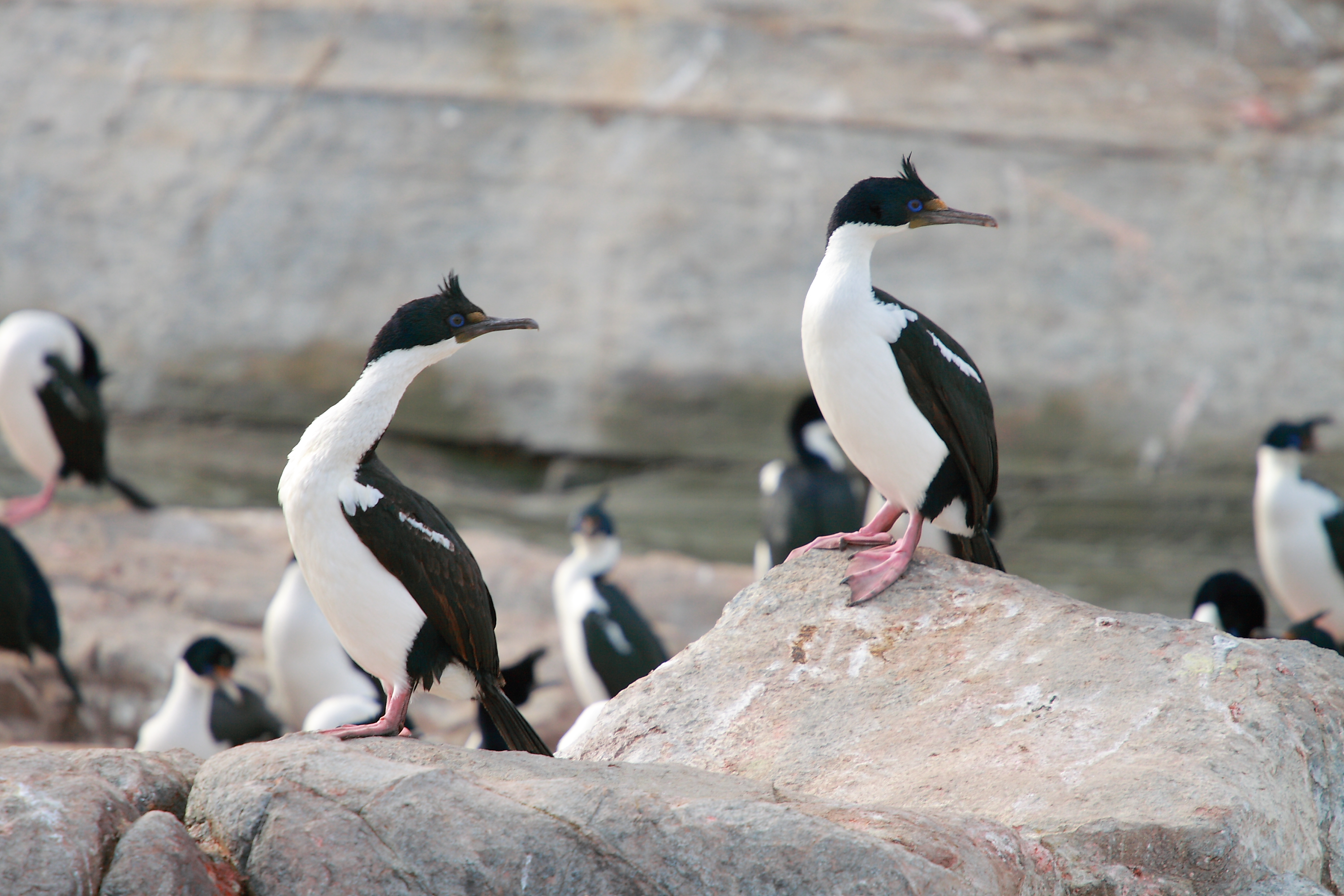
Kékszemű kárókatonák a Tűzföldon, Argentínában

A kékszemű kárókatona, vagy más néven kékszemű kormorán (Phalacrocorax atriceps) a madarak (Aves) osztályának a szulaalakúak (Suliformes) rendjébe, ezen belül a kárókatonafélék (Phalacrocoracidae) családjába tartozó faj.

## Előfordulása
A kékszemű kárókatona az Antarktisz környékén levő szigeteken, valamint Dél-Amerika délkeleti tengerparti vidékén élő madár.Chilében, a Falkland-szigeteken és Argentína déli részén található. Elkülönült alfajai élnek a Heard-szigeten, a Crozet-szigeteken és a Macquarie-szigeten.
Egyes rendszerek ennek a fajnak az alfajának vélik a következő fajokat is:
- antarktiszi kékszemű kárókatona (Phalacrocorax bransfieldensis), mely az Antarktiszi-félszigeten, valamint a  Brit antarktiszi területhez tartozó Déli-Orkney-szigetek és a Déli-Shetland-szigetekterületén honos.
- déli-georgai kárókatona (Phalacrocorax georgianus), mely Déli-Georgia és a Déli-Sandwich-szigetek területén él.

Ezek a fajok, valamint közeli rokonuk a szintén a déli tengereken honos varacskos kárókatona (Phalacrocorax verrucosus) különbözik a  többi kárókatonától, ezért külön alnembe, a Leucocarbo alnembe tartoznak. Egyes taxonómusok ezt az alnemet önálló nemnek tekintik.

## Alfajai
Amennyiben a fenti két fajt önálló fajnak tekintjük, úgy csak a következő alfajok tartoznak a kékszemű kárókatonához:
- Kékszemű kárókatona (Phalacrocorax atriceps atriceps, az alapfaj él Dél-Amerika déli részén és a Falkland-szigeteken
- Heard-szigeti kárókatona (Phalacrocorax atriceps nivalis, Heard-sziget
- Crozet-szigeteki kárókatona (Phalacrocorax atriceps melanogenis), Crozet-szigetek
- Macquarie-szigeti kárókatona (Phalacrocorax atriceps purpurascens),  Macquarie-sziget

## Megjelenése
Testhossza 69-74 centiméter, szárnyfesztávolsága 112 centiméter, súlya 2,5-3,5 kilogramm. A test nagyon nyúlánk, de erős és hengeres. Nyaka hosszú és vékony, a csőre vékony és enyhén kampós. Nevét jellegzetes fénylő kék színű csupasz szemgyűrűjéről kapta.
Torka, nyaka és hasa fehér, fejének és testének felső része viszont fényesen csillogó fekete színű.

## Életmódja
A tengerpartokon víz alá bukással keresi halakból, rákokból és tintahalakból álló táplálékát.

## Szaporodása
Kőpárkányokra, tengeri növényekből készített fészekbe rakja tojásait.

### Fordítás
Ez a szócikk részben vagy egészben  a   Blauaugenscharbe című német Wikipédia-szócikk ezen változatának fordításán alapul.  Az eredeti cikk szerkesztőit annak laptörténete sorolja fel. Ez a jelzés csupán a megfogalmazás eredetét és a szerzői jogokat jelzi, nem szolgál a cikkben szereplő információk forrásmegjelöléseként.